# Janan Harb
Janan Harb (arab.: جنان حرب ; ur. w 1947) – domniemana żona saudyjskiego króla Fahda.

## Życiorys
Urodziła się w 1947 roku w Palestynie w chrześcijańskiej rodzinie, jako córka restauratora. W wieku 20 lat przeniosła się do Dżuddy w Arabii Saudyjskiej, gdzie poznała księcia Fahda. 1968 przeszła na islam i wedle jej relacji – wzięła potajemny ślub z przyszłym monarchą. W 1970 opuściła Arabię Saudyjską. Na emigracji mieszkała w Stanach Zjednoczonych, Wielkiej Brytanii oraz Libanie, a także dwukrotnie wchodziła w związek małżeński. Trzecie małżeństwo zawarła w 1974 z prawnikiem Sami Buezem, z którym ma dwie córki.

## Proces sądowy
W 2015 toczył się proces, jaki Janan Harb wytoczyła księciu Abdulowi Azizowi (synowi króla Fahda) przed brytyjskim sądem. Według Harb, król Fahd obiecał przed swoją śmiercią, że zaopiekuje się nią i jej dziećmi, co miało w 2003 skutkować porozumieniem, w którym książę Abdul Aziz obiecał wypłacić jej 12 milionów funtów i ofiarować 2 apartamenty w Londynie. Z tego zobowiązania Abdul Aziz miał się jednak nie wywiązać. Sąd przychylił się do wniosku powoda i nakazał księciu wypełnić zobowiązanie wraz z wypłaceniem odsetek. Nie przesądził jednak, czy Harb poślubiła Fahda. Abdul Aziz odwołał się od wyroku i decyzja o rekompensacie została uchylona, postępowanie miało zostać wznowione.
Janan Harb także wcześniej wysuwała roszczenia majątkowe wobec Saudów.

## Książki
Janan Harb napisała dwie książki o dworze saudyjskim i stosunkach, jakie łączyły ją z królem Fahdem. Żadna z książek nie została jednak wydana, gdyż Harb od saudyjskiego dworu otrzymała 5 milionów funtów za ich nieopublikowanie.